# Эннио Тардини (стадион)
«Эннио Тардини» (итал. Stadio Ennio Tardini) — футбольный стадион, расположенный в городе Парма, провинция Эмилия-Романья, Италия. Открыт в 1923 году, с этого момента является домашней ареной для одноимённой местной команды, вмещая 23 045 человек.

## История
Стадион был возведён в 1922—1923 годах и назван в честь Эннио Тардини, президента «Пармы», в период правления которого клуб достиг своих первых успехов. Перед началом строительства арены руководство клуба объявило общенациональный конкурс среди архитекторов на лучший проект, победу в котором одержал Этторе Леони, планировавший построить арену по образцам подобных в Германии и Франции. Торжественная церемония открытия арены прошла 16 сентября 1923 года.
По общей вместимости стадион «Пармы» занимает второе место в Эмилия-Романьи и 19-е в Италии в целом. Помимо прочего, «Эннио Тардини» является шестой по возрасту футбольной ареной в стране. Владельцем поля выступает муниципалитет Пармы.
В период с 1990 по 1993 год стадион находился на реконструкции, на проведение которой было потрачено 477 000 лир. В начале 2012 года клуб «Парма» мог лишиться права выступления на данном стадионе ввиду обнаружения целого ряда технических нарушений, однако сумел избежать этого после их своевременного устранения. Помимо футбольного, на арене также до 2014 года выступал и регбийный клуб «Парма».
Национальная футбольная команда Италии провела на пармском поле шесть матчей начиная с 1994 года, выиграв в пяти из них. 21 декабря 2012 года стадион «Эннио Тардини» был выбран в качестве нейтрального поля для проведения матча Серии А между «Кальяри» и «Ювентусом» (1:3).